# Cantone di Dourgne
Il Cantone di Dourgne era una divisione amministrativa dell'arrondissement di Castres.
È stato soppresso a seguito della riforma complessiva dei cantoni del 2014, che è entrata in vigore con le elezioni dipartimentali del 2015.
Comprendeva i comuni di:
- Arfons
- Belleserre
- Cahuzac
- Les Cammazes
- Dourgne
- Durfort
- Garrevaques
- Lagardiolle
- Massaguel
- Palleville
- Saint-Amancet
- Saint-Avit
- Sorèze
- Soual
- Verdalle